# Радянська преса
Радянська преса — сукупність друкованих засобів масової інформації (преса), що виходили в радянський час (Радянська Росія і Радянський Союз, включаючи Українська РСР).

## Загальна характеристика
Всі центральні видання мали свій штат висококваліфікованих журналістів. Політичні та економічні новини готувалися спеціально підготовленими людьми. Центральні газети мали розгалужену мережу кореспондентських пунктів по всьому світу. В окремих випадках в те місце де вони були відсутні прямували спеціальні кореспонденти. Існував інститут юнкорів (юних кореспондентів).
Практично з кожної сфери життя був спеціалізований журнал: «Природа», кінематограф і театр («Кіно», «Театр»), спорт («Радянський спорт», «Футбол-хокей»), наука («Наука і життя», «Хімія і життя»), самоосвіта для юнацтва («Юний натураліст», «Юний технік», «Техніка — молоді»). Для кожного віку дітей існував свій журнал/газета: Мурзилка, «Піонер»/«Піонерська правда», «Комсомольске життя»/«Комсомольская правда».
В кожній редакції існував «відділ листів», до якого надходили листи читачів, у яких повідомляви в тому числі й про несправедливість керівництва або «недоліки на місцях». На деякі з них, реагували — виїжджав кореспондент і писав статтю. За опублікованими критичними матеріалами та листами місцева влади мала вживати заходів, відповідно відреагувавши.
Поліграфічне виконання радянських журналів і газет за своїм рівнем значно поступалося західним[джерело?][ненейтрально].

## Історія
Крім загального патріотичного підйому, у роки німецько-радянської війни відзначалися факти роботи співробітників радянської друку на окупантів. Так редактором окупаційної газети «Новий шлях» став колишній редактор газети «Робітничий шлях», що є прикладом поширеного співробітництва «газетярів» з німцями в роки німецько-радянської війни. Аналогічний випадок стався з редактором газети «Псковський колгоспник». Він став редактором німецької окупаційної газети «За батьківщину», причому разом з ним до німців перейшла вся редакція. Найчистішим колабораціонізмом визначав подібні дії радянських журналістів колишній редактор-консультант журналу «Комуніст», журналіст «Ехо Москви» Віталій Димарський та історик Олег Будницький.
18 вересня 1947 року в ООН виступив заступник міністра закордонних справ Андрій Вишинський з промовою «За мир і дружбу народів, проти паліїв нової війни», в якій звинуватив США і Велику Британію небезпідставні претензії у зриві роботи щодо заборони атомної зброї, в числі іншого назвавши «паліями війни» 10 політиків і бізнесменів (проте серед них не було великих державних діячів США і Великої Британії). «Літературна газета», використовуючи свій неофіційний статус, пішла ще далі — 20 вересня в памфлеті Бориса Горбатова «Гаррі Трумен» американського президента порівняли з «маленьким єфрейтором з Мюнхена», а його діяльність протиставили рузвельтівську, а в наступних номерах, під рубрикою «палії війни», — Ейзенхауера, Бевіна, Маршалла («Шейлок з Уолл-стріту»).
Памфлет Горбатова призвів до дипломатичного конфлікту — обміну різкими за тоном листами Вячеслава Молотова і посла США В. Б. Сміта. 1 жовтня 1947 року у «Правді» міністр закордонних справ СРСР заявив про небажання продовжувати полеміку, бо «радянський уряд не може нести відповідальність за ту чи іншу статтю». Подальші звинувачення дипломатів на адресу преси країни-супротивника виявилися діаметрально протилежними — кожен клеймив свого опонента. З цього моменту і до 1951 року західні політики були позбавлені можливості вільно висловлювати свою думку в радянських газетах. Такі ж заходи вживалися і на Заході щодо радянських державних діячів.
Для досить значної частини населення, яка вважала, що вона має право на власну думку, відмінну від позиції партійної верхівки, свого роду духовної віддушиною стала творчість тих письменників, журналістів, драматургів, які засобами алегорії, гротеску, іносказань зверталися до актуальних для суспільства тем. Величезну популярність здобули «Літературна газета», журнал «Новий світ» та деякі інші.

## Відомі видання
«Правда» (1912 — дотепер) — всесоюзна газета, довгий час була щоденним центральним органом Комуністичної партії і найбільш впливовим радянським виданням, фактично — головною газетою країни. День випуску першого номера — 5 травня — був оголошений «Днем друку». У 1975 році наклад газети досяг 10,6 млн екзеплярів.
«Комсомольская правда» (1925 — дотепер) — всесоюзна газета, орган ЦК ВЛКСМ. Орієнтувалася на молодіжну аудиторію, публікувала багато науково-популярних і пригодницьких статей. Молоді радянські письменники і поети публікували в «Комсомольській правді» свої твори. З 1984 року мала популярний щотижневий додаток — «Співрозмовник».
«Піонерська правда» (1925 — дотепер) — радянська і російська газета для дітей. В СРСР була друкованим органом ЦК ВЛКСМ і головним друкованим виданням Всесоюзної піонерської організації. Виходила двічі-тричі на тиждень. Тираж газети в 1965 році становив 7,5 млн примірників, у 1975 році — 9,5 млн примірників (найбільший тираж серед газет СРСР).
«Радянська Україна» — орган ЦК КПРС, Верховної Ради і Ради Міністрів РРФСР.
«Известия» (1917— дотепер) — суспільно-політична щоденна газета, офіційний орган керівних органів Радянської влади, зокрема Верховної Ради СРСР («Вісті Рад народних депутатів СРСР»).
«Літературна газета» (1929 — дотепер) — щотижневе літературне та суспільно-політичне видання. Перша в країні «товста» газета. Охоплювала широкий діапазон тем — література, мистецтво, політика, суспільство, мораль і право, наука, побут, інші цікаві для публіцистики теми. На її сторінках публікувалися всі найбільші письменники союзних республік, багато видатних зарубіжних письменників. У її статтях на суспільно-політичну тематику допускався більш високий рівень свободи думок і лібералізму, ніж у більшості радянських газет того часу. «ЛГ» стала одним з найбільш цитованих у світі радянських, а потім російських періодичних видань. Особливу популярність мав відділ гумору «Клуб 12 стільців». Тираж 1989 р. — понад 6,5 млн екз.
«Новий світ» (1925 — дотепер) — щомісячний літературно-художній журнал. У часи Перебудови тираж журналу, завдяки публікаціям у ньому раніше заборонених творів виріс до фантастичних цифр (перше число за 1990 рік — 2,66 млн екз.).
«Юність» (1955 — дотепер) — літературно-мистецький ілюстрований журнал для молоді. Одним з перших журнал висвітлив явище бардівської пісні, а в 1980-ті роки — «митьків». Відомий гумористичний розділ («Пилосос»/«Зелений портфель»).
«Огонек» (1899 — дотепер) — громадсько-політичний і літературно-художній ілюстрований щотижневий журнал. Широко популярний в 1980-ті роки, за гостру соціально-політичну лінію, проведену головним редактором Віталієм Коротичем.
«Аргументи і факти» (1978 — дотепер) — щотижнева суспільно-політична газета, здобула величезну популярність в період Перебудови. У травні 1990 року внесена до Книги рекордів Гіннесса як газета з найбільшим тиражем в історії людства (33,5 млн екз., число читачів перевищило 100 млн).

## Організації
- Союз журналістів СРСР

## Преса на експорт
- журнали «СРСР на стройке», «Радянський фільм» (1961-1967, для пропаганди радянського кіно за кордоном[8]), «Радянська жінка», «Культура і життя», «Радянський військовий огляд» та ін.